# Maison Carrée
Maison carrée (francoska izgovorjava: [mɛzɔ̃ kaʁe]; »kvadratna hiša«) je rimski tempelj v Nîmesu v južni Franciji; je eden najbolje ohranjenih rimskih templjev na ozemlju nekdanjega Rimskega cesarstva.
Maison carrée je navdihnil neoklasicistično cerkev La Madeleine v Parizu, cerkev sv. Marcelina v Rogalinu na Poljskem in v Združenih državah Virginia State Capitol, ki ga je zasnoval Thomas Jefferson, ki je dal izdelati štukaturni model Maison carrée, ko je bil leta 1785 minister v Franciji.

## Zgodovina
Približno v letih 4.–7. našega štetja je bil Maison carrée posvečen ali ponovno posvečen Gaju in Luciju Cezarju, vnukoma in posvojenima Avgustovima dedičema, ki sta oba umrla mlada. Napis, ki je tempelj posvetil Gaju in Luciju, je bil odstranjen v srednjem veku. Vendar pa je lokalni učenjak Jean-François Séguier leta 1758 lahko rekonstruiral napis na podlagi vrstnega reda in števila lukenj na sprednjem frizu in arhitravu, na katerega so bile bronaste črke pritrjene s štrlečimi zobci. Po Séguierjevi rekonstrukciji se je besedilo posvetila glasilo (v prevodu): »Gaju Cezarju, sinu Avgusta, konzula; Luciju Cezarju, sinu Avgusta, imenovanemu za konzula; mladima princema.« Med 19. stoletja je tempelj zaradi prizadevanj Victorja Grangenta počasi začel vračati svoj prvotni sijaj.

## Arhitektura
Maison carrée je klasičen primer vitruvijske arhitekture, saj je skoraj natančna replika rimskega templja v toskanskem slogu, opisanega v spisih slavnega arhitekta Vitruvija. Dvignjen na 2,85 m visok podij in s 26,42 m krat 13,54 m, ki je tvoril pravokotnik, ki je bil skoraj dvakrat daljši od njegove širine, je tempelj prevladoval na forumu rimskega mesta Nîmes v današnjem južnem delu Francije. Fasada vsebuje globok portik ali pronaos, ki obsega skoraj tretjino dolžine stavbe in je bogato okrašen s stebri in kapiteli. Ta globoka veranda poudarja sprednjo stran templja in razlikuje postavitev od starogrških templjev.
Je heksastilna zasnova s šestimi korintskimi stebri pod pedimentom na obeh koncih in psevdoperipteralna, saj je dvajset vpetih stebrov vdelanih vzdolž sten Cele. Nad stebri je arhitrav razdeljen na tri nivoje v razmerju 1:2:3. Jajčasta dekoracija ločuje arhitrav od friza. Na treh straneh je friz okrašen s finimi ornamentalnimi reliefnimi rezbarijami rozet in akantovih listov pod vrsto zelo drobnih zobnic. Vendar pa prefinjenost okrasnih rezbarij na stavbi ni niti približno tako natančna in matematično popolna kot dekoracija na Partenonu ali drugih grških templjih.
Velika vrata (6,87 m visoka in 3,27 m široka) vodijo v presenetljivo majhno notranjost brez oken, kjer je bilo prvotno nameščeno svetišče. To se zdaj uporablja za namestitev turistično usmerjenega filma o rimski zgodovini Nîmesa. V celi ni ostankov antičnih okraskov.

## Obnova
Stavba je bila skozi stoletja obsežno prenovljena. Do 19. stoletja je bila del večjega kompleksa sosednjih stavb. Te so bile porušene, ko je bil v Maison carrée današnji Musée des Beaux-Arts de Nîmes (od 1821 do 1907), in je bil obnovljen v osamo, ki bi jo uživala v rimskih časih. Pronaos je bil obnovljen v začetku 19. stoletja, ko je bil predviden nov strop, zasnovan v rimskem slogu. Današnja vrata so bila izdelana leta 1824.
Med letoma 1988–1992 je bil deležen nadaljnje obnove, v tem času je bil na novo pokrit in trg okoli njega očiščen, kar je razkrilo obrise foruma. Sir Norman Foster je dobil naročilo za izgradnjo galerije sodobne umetnosti in javne knjižnice, znane kot Carré d'Art, na skrajni strani trga, da bi nadomestila mestno gledališče v Nîmesu, ki je pogorelo leta 1952. To predstavlja osupljiv kontrast Maison carrée, vendar je veliko njenih značilnosti, kot so portik in stebri, upodobljenih v jeklu in steklu. Kontrast njene modernosti je tako utišan s fizično podobnostjo med obema stavbama, ki predstavljata arhitekturna sloga, ki sta 2000 let narazen.